# دژ دوملی

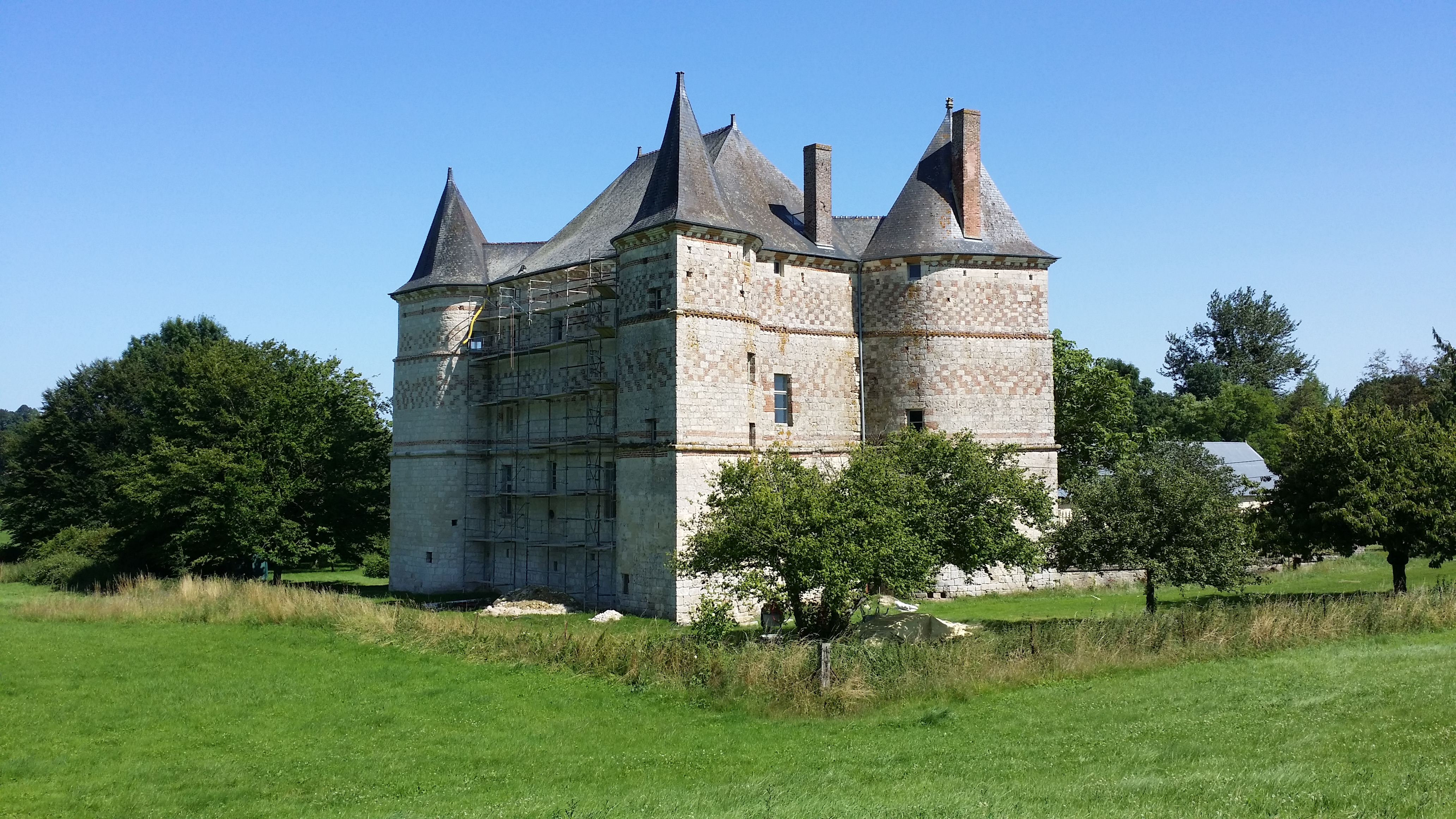

دژ دوملی (به فرانسوی: Château de Doumely) یک قلعه قرن پانزدهمی است که بر حومه شهر پرسین، واقع در کمون Doumely-Bégny در بخش آردن فرانسه واقع شده‌است. این قلعه در پایان قرن بیستم توسط مالک فعلی آن که ساختمان را در ویرانه کامل به دست آورده بود، به‌طور کامل ترمیم شد. این قلعه در بازسازی دچار تغییرات زیادی شده‌است. پرکردن خندق‌ها، نما و غیره. قلعه دوملی از سال ۱۹۸۴ توسط وزارت فرهنگ فرانسه در فهرست آثار تاریخی قرار گرفته‌است. این دژ دارای چهار برج دفاعی اشکی شکل است که زمانی مشرف به خندقی پر از آب بود. انجمن Les Amis du Château de Doumely (دوستان قلعه دوملی) تورهایی را به این بنای تاریخی سازماندهی می‌کند و سمینارهایی با موضوع زندگی در قرون وسطی برگزار کرده‌است.